# بهروز سبط رسول
بهروز سبط رسول (به زبان انگلیسی: Behrouz Sebt Rasoul) متولد ۱۶ تیر ۱۳۴۹ کارگردان، فیلمنامه‌نویس، تهیه‌کننده عضو خانه سینما ، بازیگر و نوازنده موسیقی سنتی عضو خانه موسیقی است.
بهروز سبط رسول فیلم ملودی (به انگلیسی: Melody( را در سال ۲۰۲۳ میلادی در کشور ایران و تاجیکستان تولید نمود، این فیلم به عنوان نماینده کشور تاجیکستان برای آکادمی اسکار ۲۰۲۵ انتخاب شد.

فیلم ملودی در پنجاه و چهارمین جشنواره گرید (A) و معتبر جهان، گوا در هندوستان انتخاب شد و در بخش سینمای جهان اولین نمایش بین‌المللی را داشته‌است.

داستان فیلم ملودی شاعرانه است و دربارهٔ دختری است که می‌خواهد با استفاده از صدای پرندگان برای بچه‌های سرطانی موسیقی بسازد.

## کار و زندگی
او تحصیلات خود را در رشته مهندسی صنایع گرایش تولید تکمیل و فعالیت خود را در زمینه مهندسی از سال ۱۳۷۰ شروع و تا ۱۳۹۳ حرفه اصلی وی بوده‌است. او از فیلمسازان مستقل ایران است و بیشتر آثار خود را با سرمایه شخصی تولید نموده‌است.
او بنیانگذار و مدیرعامل مؤسسه فیلمسازی موسسه نما فیلم ایرانیان است. او از نابازیگر در فیلم‌های خود بهره‌ها برده‌است و ژانرهای مختلف سینمائی فیلم ساخته‌است و مورد توجه جشنواره‌های ایرانی و بین‌الملی قرار گرفته‌است، اما عمدتاً رئالیسم در کارهای او مشهود است.

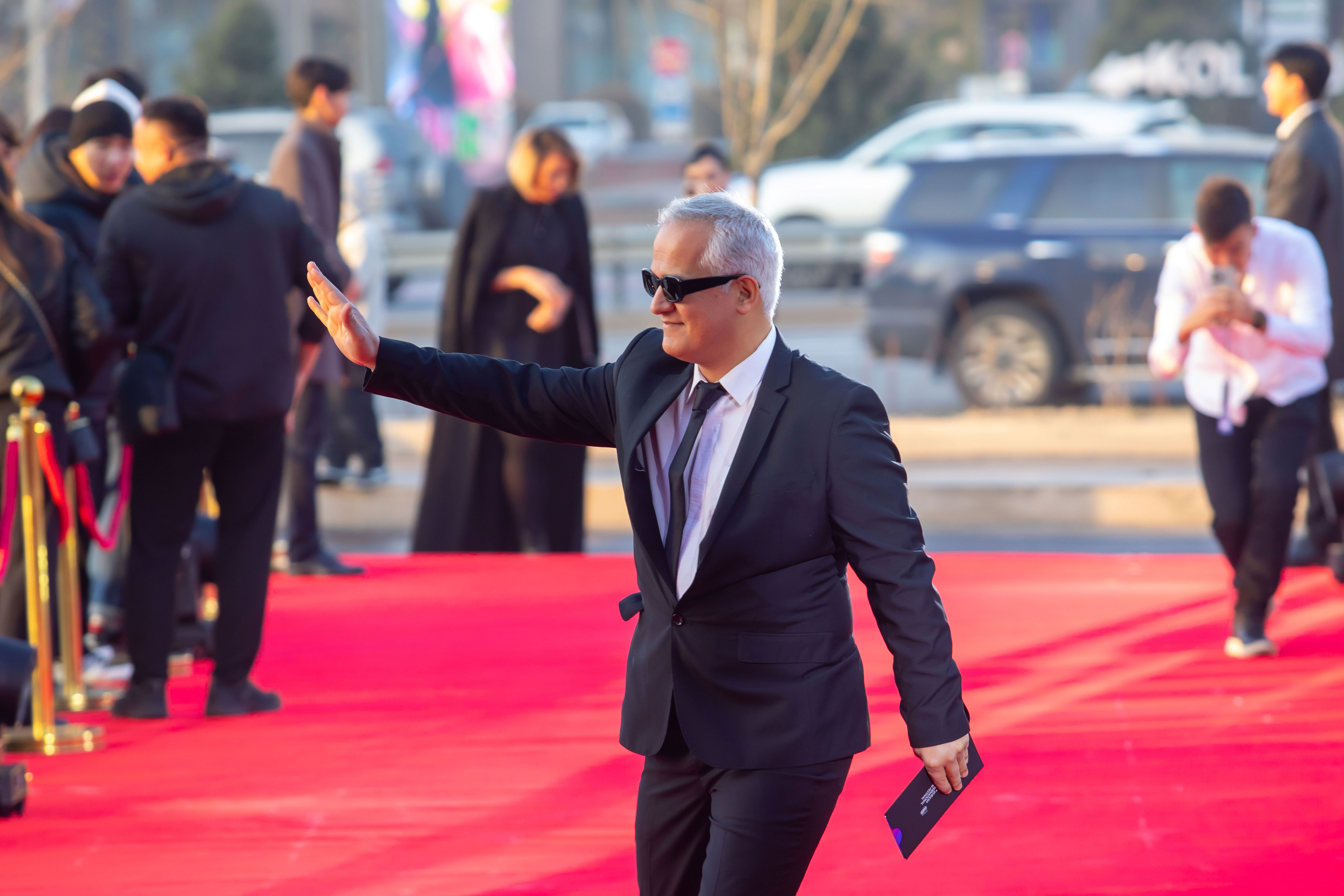
Behrouz Sebt Rasoul

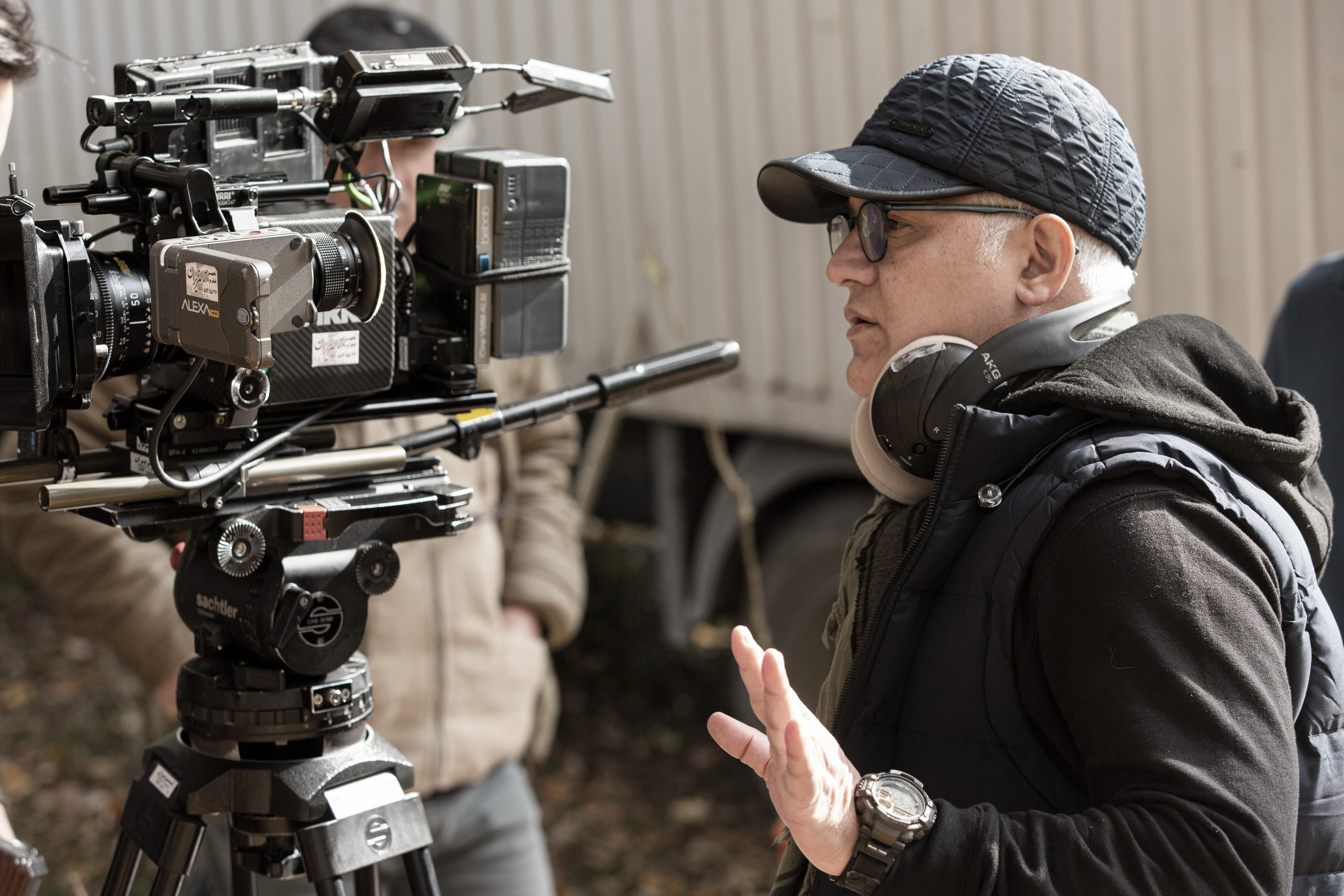
Director & Producer

### نویسندگی
سبط رسول دو کتاب رمان تألیف نمود.
نام اولین رمان او از شلمچه تا خلیج، و نام رمان بعدی او قلندر نام داشت. مضمون هر دو رمان در ارتباط با جنگ ایران و عراق است.
- فیلمنامه: نویسنده ۱۳ فیلمنامه[۱۱] شامل ملودی، تا بیست و سه، کفشها روی میز، کافه ناذری، گوسفند در گالری، سکوت یک ترانه و.[۲۰]
* مقاله: نویسنده بیش از ۱۲۰ مقاله فرهنگی و اجتماعی در جراید[۱۱]

### موسیقی
علاقه او به موسیقی سنتی ایران موجب شد تا نوازندگی تار و سه تار را از سال ۱۳۷۰ آغاز نماید.

*بهروز سبط رسول که خود نوازنده موسیقی سنتی است توانست در فیلم سینمائی ملودی ساز سنتی کمانچه را به نمایش جهانیان بگذارد.شخصیت اصلی داستان او در فیلم ملودی با استفاده از کمانچه می خواهد آهنگسازی کند. 

* همچنین او در مستند خنیاگر عاشق به زندگی استاد موسیقی مقامی مازندران، محمدرضا اسحاقی گرجی پرداخت.

* او در مستند دیگری به نام میان دومنزل به زندگی استاد موسیقی مقامی خراسان، عثمان محمد پرست پرداخت.

### بازیگری
در سال ۲۰۲۵، بهروز سبط رسول در فیلم سینمایی «بدون اجازه» به کارگردانی حسن ناظر، به‌عنوان بازیگر نقش اول ظاهر شد. این فیلم در ژانر درام اجتماعی و به زبان فارسی ساخته شده‌است و داستان فیلمسازی را روایت می‌کند که در همکاری با گروهی از نوجوانان، درگیر بحران‌های شخصی و اجتماعی می‌شود.
اگرچه سبط رسول پیش‌تر در برخی آثار خود نقش‌های کوتاهی ایفا کرده بود، اما «بدون اجازه» نخستین حضور او در یک نقش اصلی در فیلم بلند داستانی محسوب می‌شود. پخش جهانی این اثر بر عهده شرکت فرانسوی DreamLab Films می باشد.

### سبک فیلمسازی
او کار خود را با ساخت فیلم مستند آغاز نمود و به دلیل علاقه زیاد او به فیلمهای مستند، در فیلمهای داستانی خود هم از میزانسنها و دکوپاژهای مستند بهره گرفت.
 او با هزینه‌های اندک فیلمهای خود را تولید نمود و سبک مینیمال در آثار او مشهود است. او در ساخت فیلمهای مستند، با توجه به موضوع، سبکی شاعرانه را تجربه نمود و در فیلم داستانی ملودی کاملاً شاعرانگی را با موسیقی و طبیعت در هم آمیخت.
استفاده از نابازیگران، به دلیل شناخت او از پرسوناژهای مستند و حرکات طبیعی انسان در مواقع طبیعی سرچشمه می‌گیرد.
 او در فیلم تا بیست و سه از سکانس پلانهای طولانی و دکوپاژهای بداهه استفاده نمود که این به طبیعی بودن التهاب فیلمنامه افزود. 
در فیلم اول او به نام هویت (فیلم ۱۳۹۴) او از نابازیگران بسیاری استفاده نمود و دکوپاژهای همزمان او میزانسنهای استفاده شده به قدری طبیعی جلوه نمود که پنداری فیلم به ذاته مستند است. 
 او با تجربه فیلمبرداری بسیار در طبیعت در سریال مستند کهن‌ترین سرزمین، توانست در فیلم ملودی تصاویری که به مثابه تابلوهای نقاشی می‌ماند را به نمایش بگذارد.

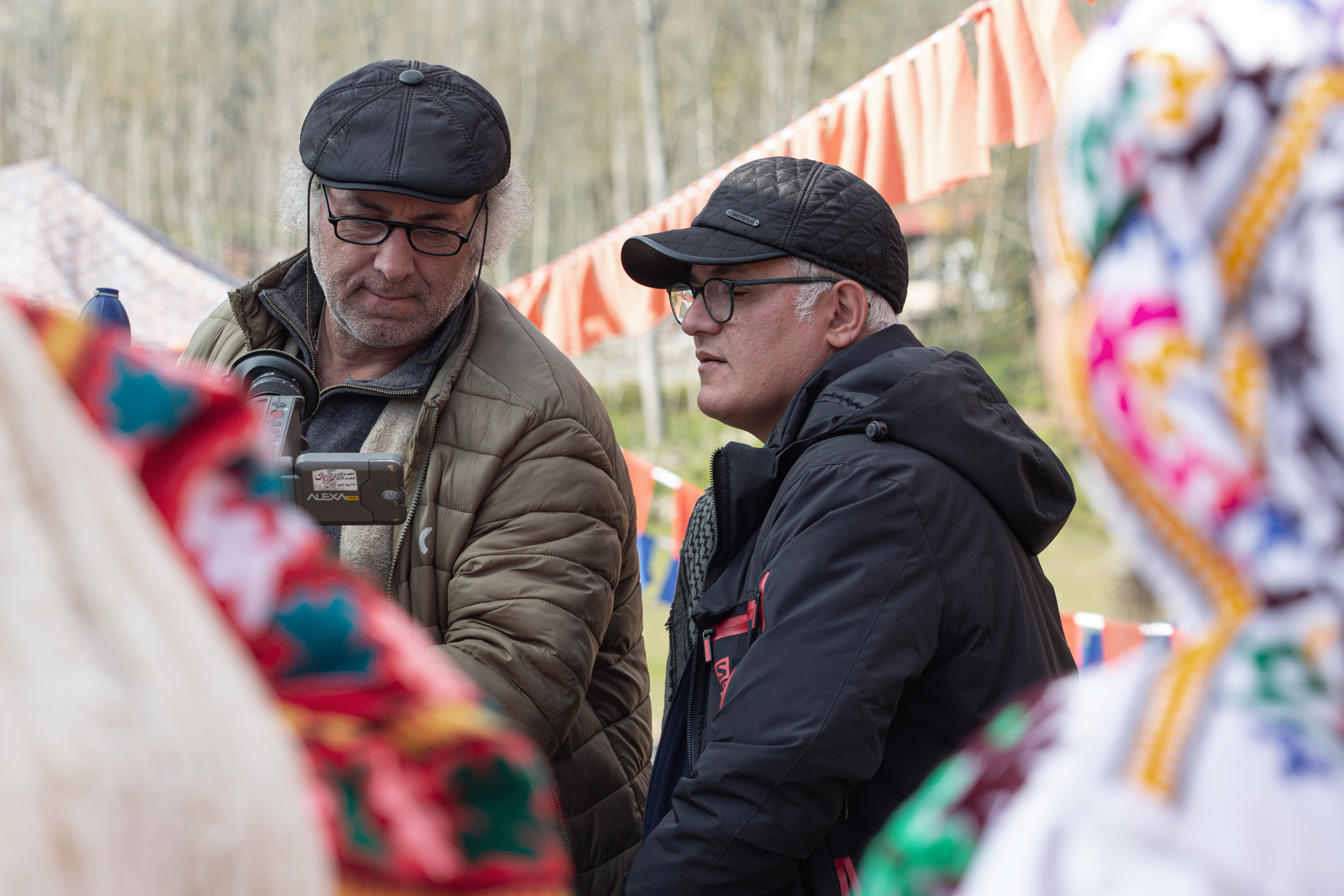
melody movie

## فعالیت‌های فرهنگی
سبط رسول فعالیت هنری را با نوازندگی موسیقی سنتی آغاز و سپس به عضویت خانه موسیقی ایران درآمد. او پس از آن به نویسندگی روی آورد و با انتشار آثارش به عضویت سرای اهل قلم درآمد.
 او با عضویت در انجمن سینمای مستند خانه سینما به فعالیت فرهنگی این ژانر از سینما می‌پردازد.

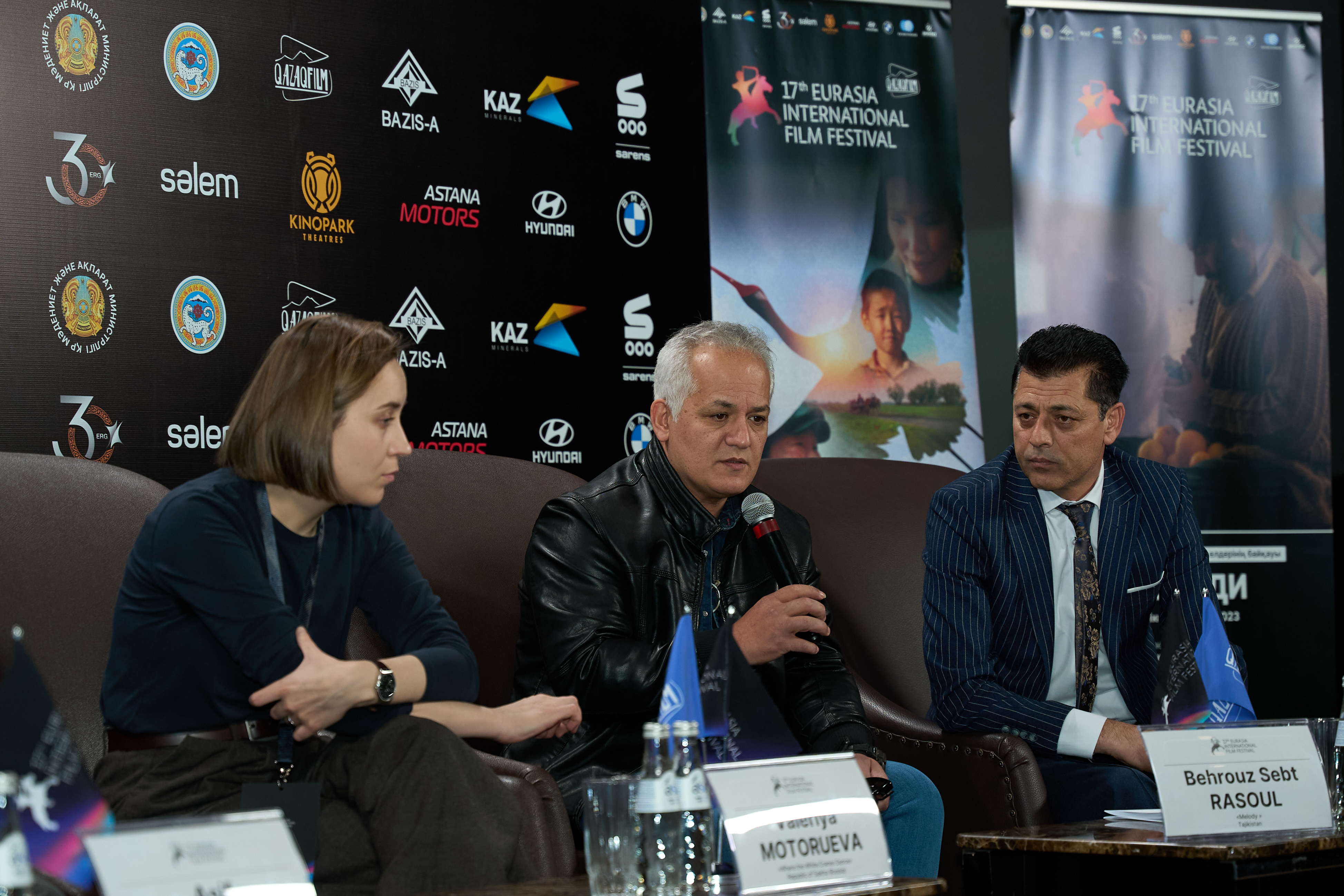
Press conference

## بخشی از مصاحبه‌ها
- فیلم خانه دوست کجاست عباس کیا رستمی را حدود ۱۰ بار دیده بودم، اما روزی با دیدن این فیلم تکان خوردم و جرقه ای در من زده شد به‌طوری که گریه کردم. این گریه باعث شد زندگی من تغییر کند. از خدا خواستم به من قدرت دهد تا بردیگران تأثیر بگذارم. فیلم در قالب کودکانه و یک داستان ساده وفاداری کودکی را نمایش می‌داد. از آن زمان اراده کردم و وارد فیلمسازی شدم. با دوستانم به پروژه‌ها می‌رفتم و فقط نگاه می‌کردم. در سینما دستیار کسی نبودم و فقط از خودم بهره بردم.[۲۱]
*کیا رستمی به فیلمسازان یاد داد که با دوربین هندی کم می‌توان فیلم ۱۰ را ساخت. عده ای فیلمسازند و عده ای خالق فیلمسازان. کیارستمی با فیلم ساده اش مرا خلق کرد و توانست فردی را متحول کند.[۲۱]
* «در جایی می‌خواندم که کسی نوشته بود درفلان فیلم نابازیگرها از بازیگرها هم بهتربازی کردند. این جمله درستی نیست چرا که نابازیگر اگرخوب بازی کند که بازیگر می‌شود. این کارگردان است که باید از او بازی بگیرد. اگر بتواند او را نزدیک به کاراکتری که دارد بکند موفق شده‌است. ما درفیلم‌ها به تکرار دیده‌ایم که نابازیگری که در فیلم اول خود درخشیده‌است دیگر نمی‌تواند به همان خوبی بدرخشد چراکه کارگردان وقتی ظرف او خالی‌بوده توانسته آنچه را که می‌خواهد درآن ظرف بنشاند.» ** مصاحبه با سینما پرس، ۱۳۹۵[۲۶]
*درباره فیلم ملودی:
بهروز سبط رسول کارگردان سینمای ایران در گفتگو با خبرنگار مهر دربارهٔ تازه‌ترین فیلم خود که در قالب محصول مشترک به سرانجام رسیده‌است، گفت: فیلم «ملودی» محصول مشترک ایران و تاجیکستان است که بخش‌هایی از آن در ایران و بخش‌هایی از آن در تاجیکستان تصویربرداری شده‌است. بعد از آنکه تولید فیلم به اتمام رسید، مسئولان کشور تاجیکستان نسخه نهایی را بازبینی کردند و با کسب نظر از منتقدانی اعم از برخی از اعضای فیپرشی، این پیشنهاد را با ما مطرح کرده‌اند که فیلم به نمایندگی از سینمای تاجیکستان به آکادمی اسکار معرفی شود.
کارگردان «ملودی» دربارهٔ تولید مشترک این فیلم با کشور تاجیکستان هم گفت: در زمانی که به دنبال کشوری برای تولید مشترک بودیم، کشور تاجیکستان تنها کشوری بود که به محض خواندن فیلمنامه، جذب موضوع آن شدند و برای تولید اعلام آمادگی کردند. فیلم دربارهٔ دختری است که می‌خواهد با استفاده از صدای پرندگان موسیقی‌ای برای بچه‌های سرطانی بسازد. همین موضوع نظر آن‌ها را جذب کرد.
وی افزود: از آنجایی که من خودم نوازنده موسیقی سنتی هستم، می‌دانستم که این داستان را چگونه باید روایت کنم اما برای آن‌ها خیلی عجیب بود که چنین داستانی چگونه می‌تواند تبدیل به فیلم سینمایی شود. فیلمنامه را که خواندند این پیشنهاد را مطرح کردند که از سنت‌های تاجیک هم در روایت فیلم استفاده کنیم. دو هنرپیشه معروف‌شان را هم معرفی کردند که به ایران آمدند. تأمین بخشی از تجهیزات و عوامل فنی فیلم هم با سینمای تاجیکستان بود. علیرضا استادی هم از بازیگران ایرانی فیلم است.[۲۷]

بهروز سبط رسول در مصاحبه ای با خبرگزاری صبا می گوید که بازیگران اگر به بازی خود مطمئن هستند نباید فیلمنامه های بی کیفیت را قبول کنند. او معتقد است که برای تفریح مردم نباید کیفیت فیلم ها را پائین آورد و باید محتوا با ارزش باشد تا تفریح هم سالم گردد.او می گوید انسان وقت کمی در این دنیا دارد و نباید زمان خود را بیهوده تلف نماید.

- درباره فیلم هویت:

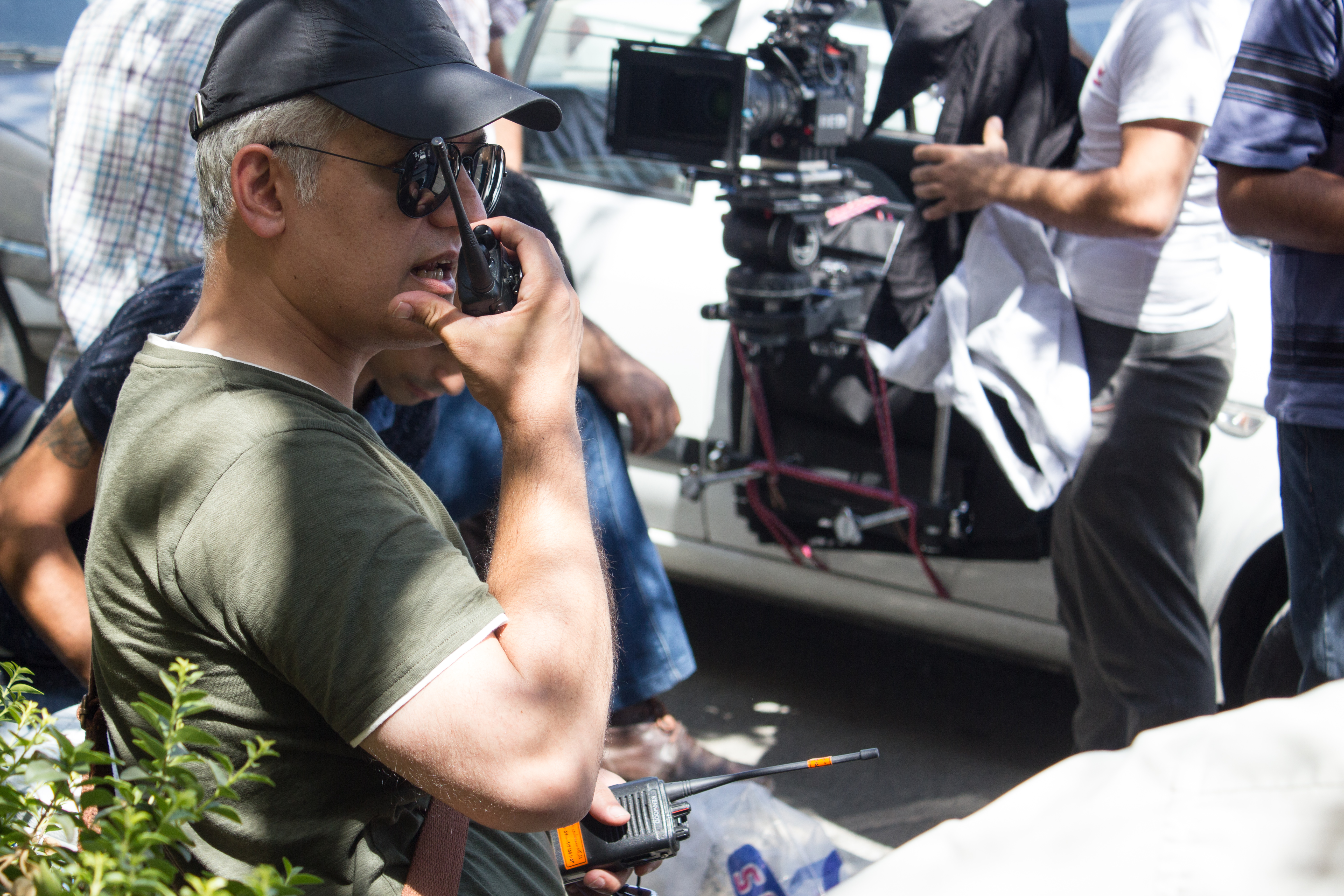
پشت صحنه فیلم راه پنهان

اولین مشکل مالی است. پول اگر برسد بسیاری از فیلمسازان مستقل می‌توانند استعداد خود را نشان بدهند. دومین مشکل این است که مردم هنوز عادت ندارند که به غیر از ستارگان مطرح سینما، نابازیگر یا حتی بازیگرانی را که ستاره نیستند بر پرده‌های سینما ببینند. چیزی که یک فیلمساز مستقل می‌خواهد این است که فیلم بسازد نه فیلم سینمایی. این موضوعی بود که عباس کیارستمی به‌خوبی آن را نمایان ساخت. او نشان داد که فیلم با سینما متفاوت است. سینما پدیده‌ای است که بیشتر حالت تفریح یا نوع پردازش مهیج را دارد و این مخاطب را راضی می‌کند. فیلمساز مستقل اما با کمترین هزینه حقیقتی را به تصویر می‌کشد که با استفاده از مینی‌مال‌ها ساخته شده و مجبور است که بسیار به محتوا، نوآوری و خلاقیت کار بیندیشد؛ البته با مینی‌مال‌هایی که دارد.[۲۸]

## فیلم‌شناسی

### فیلم‌های داستانی
| سال  | عنوان        | مدت فیلم | سمت      | سمت     | سمت       | توضیحات و جوایز |
| سال  | عنوان        | مدت فیلم | کارگردان | نویسنده | تهیه‌کننده | توضیحات و جوایز |
| ---- | ------------ | -------- | -------- | ------- | --------- | --- |
| ۱۳۸۸ | هوای نو      | ۴۰ دقیقه | Yes      | Yes     | Yes       | |
| ۱۳۹۳ | ملودی پرواز  | ۴۵ دقیقه | Yes      | Yes     | Yes       | |
| ۱۳۹۴ | هویت         | ۷۵ دقیقه | Yes      | Yes     | Yes       | - بهترین فیلم بلند از انجمن صنفی فیلمسازان ایران ۲۰۱۵ - بهترین فیلم بلند از جشنواره کودک هند CMS ۲۰۱۷ - نامزد بهترین کارگردانی از جشنواره فیلم یاس ۲۰۱۵ - نامزد بهترین فیلم از جشنواره فیلم یاس ۲۰۱۵ - منتخب جشنواره فیلم کالیفرنیای آمریکا ۲۰۱۷ (CIFF) - منتخب حضور در چهاردهمین جشنواره «چنای» هند ۲۰۱۷ - منتخب پانزدهمین جشنواره فیلم «داکا» ۲۰۱۷ - منتخب پانزدهمین جشنواره فیلم “پونا “ هند۲۰۱۷ - منتخب جشنواره فیلم دانمارک (IMFF)۲۰۱۶ - منتخب جشنواره فیلم لندن (UIMF)۲۰۱۶ - منتخب جشنواره فیلم لندن (TMC)۲۰۱۶ - منتخب جشنواره فیلم حقوق بشر اوکراین (UFEST)2016 - منتخب جشنواره فیلم حقوق بشر انگلستان ۲۰۱۷ - منتخب جشنواره فیلم سان فرانسیسکو WFF)۲۰۱۸) |
| ۱۳۹۵ | راه پنهان    | ۴۵ دقیقه | Yes      | Yes     | Yes       | - بهترین فیلم جشنواره فیلم کالیفرنیا ۲۰۱۵ (HIFF) - بهترین کارگردانی از جشنواره فیلم سان فرانسیسکو ۲۰۱۵ (WFF) - منتخب جشنواره فیلم لس آنجلس ۲۰۱۶ (LIFF) - منتخب جشنواره فیلم هالیوود فیلم آمریکا ۲۰۱۶ (HIMF) - منتخب جشنواره فیلم لهستان ۲۰۱۵ (GRAND OFF) - منتخب جشنواره فیلم INDEWISE آمریکا ۲۰۱۶ - منتخب جشنواره فیلم آسیائی چین ۲۰۱۶ (AIFF) - منتخب جشنواره فیلم expocinema ایتالیا (۲۰۱۷) |
| ۱۳۹۹ | تا بیست و سه | ۹۰ دقیقه | Yes      | Yes     | Yes       | - جایزه ویژه هیئت داوران جشنواره بین‌المللی پامبوجان فیلیپین |
| ۱۴۰۲ | ملودی        | ۸۵ دقیقه | Yes      | Yes     | Yes       | - نماینده کشور تاجیکستان در آکادمی اسکار ۲۰۲۵ - منتخب پنجاه و چهارمین جشنواره گرید A گوا 2023 - منتخب بیست و یکمین جشنواره چنای - منتخب بیست و چهارمین جشنواره فیلم Keswick انگلستان در بخش مسابقه2024 - منتخب چهل و دومین جشنواره بین المللی فیلم فجر ۲۰۲۴ - برنده بهترین مدیر فیلمبرداری (علی محمد قاسمی) در بیست و سومین جشنواره imagineindia اسپانیا ۲۰۲۴ - برنده بهترین طراحی صحنه (پیام حسین سوری) در بیست و سومین جشنواره imagineindia اسپانیا ۲۰۲۴ - برنده بهترین موسیقی (فواد سمیعی) در بیست و سومین جشنواره imagineindia اسپانیا ۲۰۲۴ - نامزد بهترین بازیگر زن (دیمن زندی) در بیست و سومین جشنواره imagineindia اسپانیا ۲۰۲۴ - نامزد بهترین طراحی و ترکیب صدا (محمود موسوی نژاد) در بیست و سومین جشنواره imagineindia اسپانیا ۲۰۲۴ - منتخب دهمین دوره جشنواره فیلم ایرانیان زوریخ 2024 در بخش مسابقه اصلی - منتخب یازدهمین دوره جشنواره فیلم راه ابریشم چین 2024 - منتخب بخش بین الملل سی و ششمین دوره جشنواره بین‌المللی فیلم‌های کودکان و نوجوانان۲۰۲۴ - برنده بهترین موسیقی فیلم از جشنواره ازمیر ترکیه 2024 - منتخب هفدهمین جشنواره فیلم در بخش مسابقه اوراسیا قزاقستان 2024 - منتخب بخش مسابقه ششمین جشنواره فیلم 2024 Rain International Nature Film Festival(RINFF) - برنده بهترین بازیگر زن در بیست و سومین جشنواره فیلم داکا 2025 - نمایش در Cinémathèque استرالیا 2025 - نمایش در Cine Club Persan سوئیس 2025 - نمایش در سینمای شهر کن فرانسه Cannes Cinéma با هدف تمرکز بر سینمای ایران 2025 - نمایش فیلم ملودی در هفته فیلم سازمان همکاری شانگهای (با حمایت آرشیو ملی فیلم چین) در شهر چینگ‌دائو چین، آگوست ۲۰۲۵ |

### فیلم‌های مستند
| سال  | عنوان                    | مدت فیلم | سمت      | سمت     | سمت       | توضیحات و جوایز                                                |
| سال  | عنوان                    | مدت فیلم | کارگردان | نویسنده | تهیه‌کننده | توضیحات و جوایز                                                |
| ---- | ------------------------ | -------- | -------- | ------- | --------- | -------------------------------------------------------------- |
| ۱۳۸۷ | قرار عاشقی               | ۳۰ دقیقه | Yes      | Yes     | Yes       | پخش از شبکه دوم ایران                                          |
| ۱۳۹۱ | خنیاگرعاشق               | ۳۰ دقیقه | Yes      | Yes     | Yes       | نامزد بهترین فیلم مستند بخش مازندران‌شناسی از جشنواره فیلم وارش |
| ۱۳۹۹ | خرس نباشد باران نمی بارد | ۶۲ دقیقه | Yes      | Yes     | Yes       | - منتخب جشنواره انگلستان - منتخب جشنواره لندن                  |
| ۱۴۰۰ | میان دو منزل             | ۵۰ دقیقه | Yes      | Yes     | Yes       | پخش از شبکه مستند ایران                                        |

### سریال
| سال       | عنوان          | تعداد قسمت‌ها                    | سمت      | سمت     | سمت       | توضیحات و جوایز     |
| سال       | عنوان          | تعداد قسمت‌ها                    | کارگردان | نویسنده | تهیه‌کننده | توضیحات و جوایز     |
| --------- | -------------- | ------------------------------- | -------- | ------- | --------- | ------------------- |
| ۱۳۹۷–۱۳۹۸ | کهن‌ترین سرزمین | فصل اول ۱۳ قسمت فصل دوم ۱۵ قسمت | Yes      | Yes     | Yes       | پخش از شبکه یک سیما |

## برخی از نقدهای فیلم ملودی
بعد از نمایش فیلم، پروفسور Sadullo Rahimov منتقد فیلم، عضو FIPRESCI و دکترای فلسفه در مقاله ای نوشت:
 به تازگی فیلم جدید ایرانی تاجیکستانی "ملودی" ساخته بهروز سبط رسول که تهیه کننده گی این فیلم نیز با همکاری ناصر سعیدوف (تاجیکستان) بوده است را با علاقه فراوان تماشا کرده ام. این فیلم توسط «نمافیلم» (ایران) و کمپانی «سفینا» (تاجیکستان) در سال 2023 ساخته شده است. بازیگران فیلم متشکل از بازیگران تاجیک و ایرانی هستند.
فیلم با ارائه غیرمعمول مطالب مرا شگفت زده کرد. این فیلم به زبانی پیچیده ساخته می شود، شبیه به بسیاری از فیلم های هنری دیگر. نویسنده در طول فیلم به دنبال بیان زبان ایده خود است. تا انتها احساس می‌شود برای همیشه ناتمام است.
با در نظر گرفتن اصول استفاده از ناقصی در گرافیک کلاسیک ژاپنی، این ناقص بودن بیننده را به دنبال یافتن شکل و ابزار تحقق ایده همراه با نویسنده می‌برد. این به ذهن مخاطب برای تفکر خلاق نفوذ می کند.
در مقطعی، شخصیت اصلی و بیننده در شرایط سختی قرار می گیرند و به نظر می رسد که هیچ راهی برای خروج وجود ندارد. اما تداوم قهرمان بارها و بارها او و بیننده را در حالت جستجو قرار می دهد.
خب، این فیلم درباره چیست؟
ملودی یک نوازنده زن جوان است که به کودکان مبتلا به سرطان موسیقی آموزش می دهد. او مشتاق تلاش برای القای عشق به طبیعت، به ویژه پرندگان آوازخوان در کودکان است. او طرحی موزیکال از آواز یکی از پرندگان را برای بچه ها پخش می کند که آنها را هیجان زده می کند و آنها از او می خواهند که چرخه موسیقی را با ملودی های پرنده های آوازخوان کامل کند.
او به روستای محل تولدش می آید، به خانه پدربزرگش. و شروع به جستجو و ضبط صداهای پرندگان آوازخوان می کند. یک خدمتکار پدربزرگش، منگو لال، وجود دارد که هنوز در خانه خالی زندگی می کند. آنها با هم در روستا قدم می زنند و به دنبال پرندگان می گردند. مجموعه ضبط در حال رشد است، اما هنوز کافی نیست. منگو می گوید که فقط یک خواننده قدیمی گوشه نشین می تواند به او کمک کند تا پرنده های گم شده را پیدا کند.
سپس ناگهان مانگو در یک تصادف می میرد.
ملودی در ناامیدی برای کمک نزد زاهد پیر می رود. او تلاش می کند تا رضایت پیرمرد را برای آموزش نحوه برقراری ارتباط با پرندگان به او جلب کند. در روند کار سخت ضبط و گوش دادن به پرندگان آوازخوان تنها 29 پرنده قابل جمع آوری است. و او به هیچ وجه نمی تواند پرنده 30 را پیدا و ضبط کند. ملودی در ناامیدی است.
پیرمرد به او می گوید که تمام شب را بیدار بمان تا در سحر صدای پرنده را بشنوی. ملودی به خواب می رود و صبح پیرمرد را نمی یابد.  او را در انباری پیدا می کند، در حالی که بچه های بیمار لباس های تعطیلات پوشیده اند.

 نقد سایت INTERNATIONAL FEATURE:
من باید بروم جایی که پرندگان آزاد هستند. ملودی فیلم ارسالی بین المللی از تاجیکستان است. این فیلم به نویسندگی و کارگردانی بهروز سبط رسول، در مرکز نگهداری از کودکان سرطانی می گذرد. سی کودکی که در این مرکز بستری هستند از معلم خود ملودی خواسته اند تا با صدای سی پرنده مختلف قطعه ای موسیقی بسازد. او برای به پایان رساندن این پروژه به روستای زادگاهش برمی گردد تا پرندگان ساکن آن منطقه را ضبط کند. هنگامی که ملودی دوباره با خدمتکار لال خانوادگی خود، به نام منگو، از خانه خانوادگی خود همکاری می کنند تا صدای سی پرنده را ضبط کنند.آنها به مشکل برمی خورند. در طول این سفر، ملودی شروع به یادگیری یک درس طولانی زندگی می کند. ملودی پیامی بی دردسر و در عین حال قدرتمند در مورد پیوند پیچیده بین انسان و حیوانات است. این یک داستان زیبا و آرام در مورد تلاش فرد برای به پایان رساندن یک پروژه، بر خلاف همه شانس ها، اما در این فرایند، تبدیل شدن به یک فرد متفاوت است. موسیقی قلب و روح فیلم است با پیشرفت فیلم، با ظرافت یکی بودن با طبیعت را به تصویر می کشد. به ما احساس آرامش و آرامش فوری می دهد. این شامل اجازه دادن به خودمان می شود که جذب دنیای طبیعی شویم. طبیعت می‌تواند مکانی باشد که می‌توانیم بنشینیم و به دور از حواس‌ پرتی‌ها و خواسته‌های زندگی معمولی‌مان بنشینیم و به معنای زندگی فکر کنیم. این به ما اجازه می دهد تا پرندگان را بشنویم، حتی پیدا کردن سخت ترین آنها، تا یک ملودی ابدی خلق کنیم، نه تنها از صدای آنها، بلکه درک آنچه در درون آنها می گذرد. ملودی چالش کارگردانی برای بهروز سبط رسول است.

### نمایش فیلم «Melody» در فصل سینمایی کن
فیلم «Melody» ساختهٔ بهروز سبط رسول، در شهریور ۱۴۰۴ (سپتامبر ۲۰۲۵) در برنامه رسمی **فصل سینمایی کن ۲۰۲۵–۲۰۲۶** به نمایش گذاشته خواهد شد. این نمایش در قالب رویداد **«پنج‌شنبه‌های کن سینما: نگاهی به سینمای ایران»** (Les Jeudis de Cannes Cinéma – Zoom sur le cinéma iranien) در سالن تئاتر «الکساندر سوم» در شهر کن فرانسه برگزار می‌شود. این برنامه توسط موسسه «Cannes Cinéma» و با همکاری شهرداری کن اجرا می‌شود و بخشی از تقویم فرهنگی سالانهٔ این شهر است.